# Večbesedne leksikalne enote
Večbesedne leksikalne enote (VLE) so leksemi (ti predstavljajo slovarske enote), ki so sestavljeni iz stalnih besednih zvez ali frazemov, katerih pomen je popolnoma ali delno predvidljiv ali pa ni predvidljiv iz pomena besed, ki ga sestavljajo. VLE so vedno sestavljene iz besed, ki same obstajajo tudi zunaj te zveze besed.
VLE predstavljajo enega izmed najpomembnejših delov leksikona, saj izražajo ideje in pojme, ki jih ne moremo izraziti z eno samo besedo.
Izhodišča za pojmovanje VLE so bila dana že konec 50. let 20. stoletja, ki so se oddaljila od tradicionalnih leksikoloških pristopov. Takrat so se pričeli osredotočati na preučevanje porazdelitve besed v besedilu in opazovanje, kako pogosto se posamezne besede pojavljajo z drugimi. Tako lahko po zgledu novih korpusnih študij razdelimo posamezne tipe večbesednih leksikalnih enot na kolokacije (npr. mlečna čokolada, odporen na), stalne besedne zveze (sončni zahod, stara mama), frazeološke enote (stati na trdnih tleh) in idiome (kolumbovo jajce).